# Григорівська Слобода (село)
Григорівська́ Слобода́ — село в Україні, в Ставищенській селищній громаді Білоцерківського району Київської області. Розташоване на правому березі річки Торц (притока Росі) за 21 км на південний захід від смт Ставище. Населення становить 9 осіб.

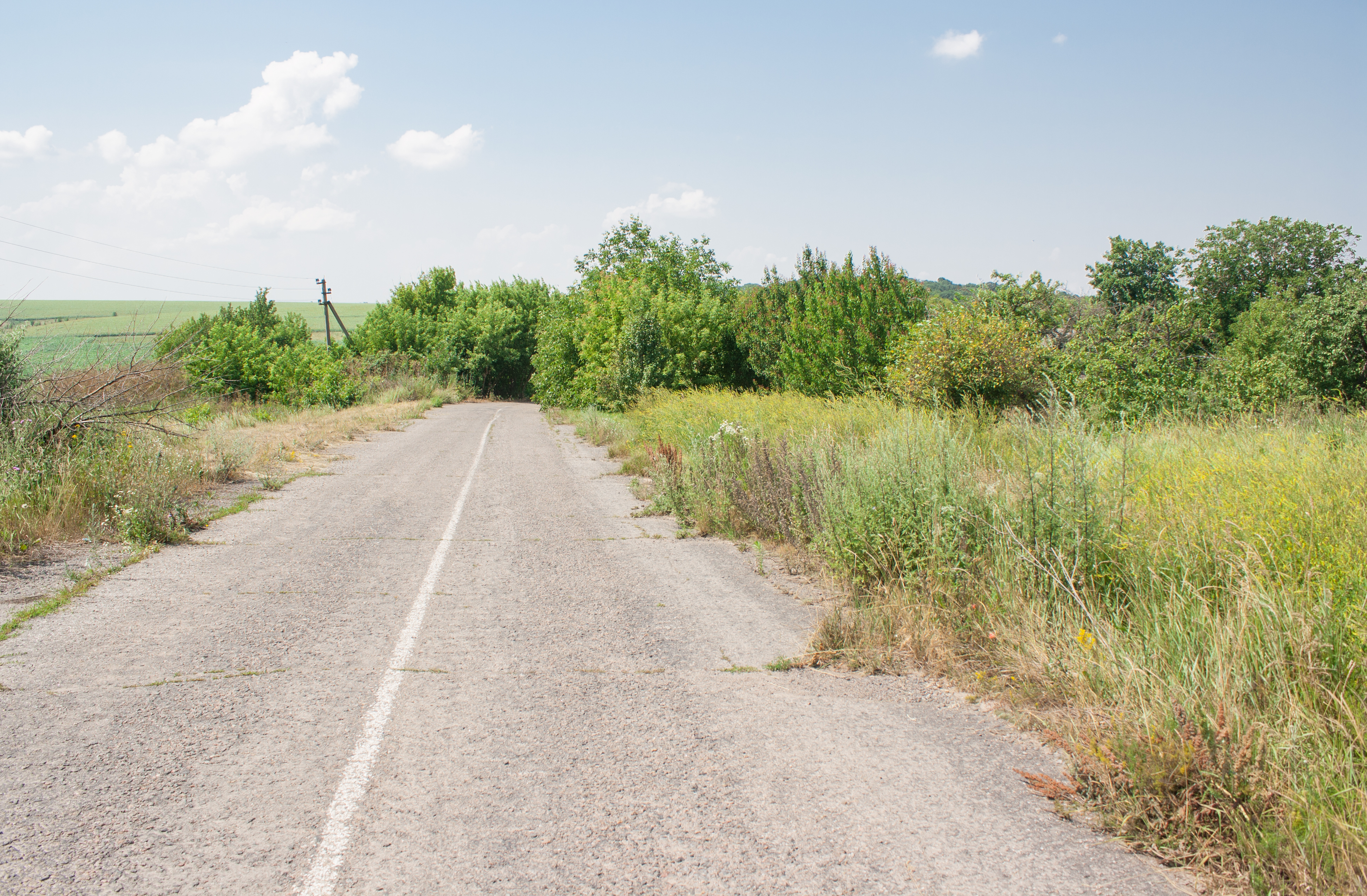
В'їзд у село
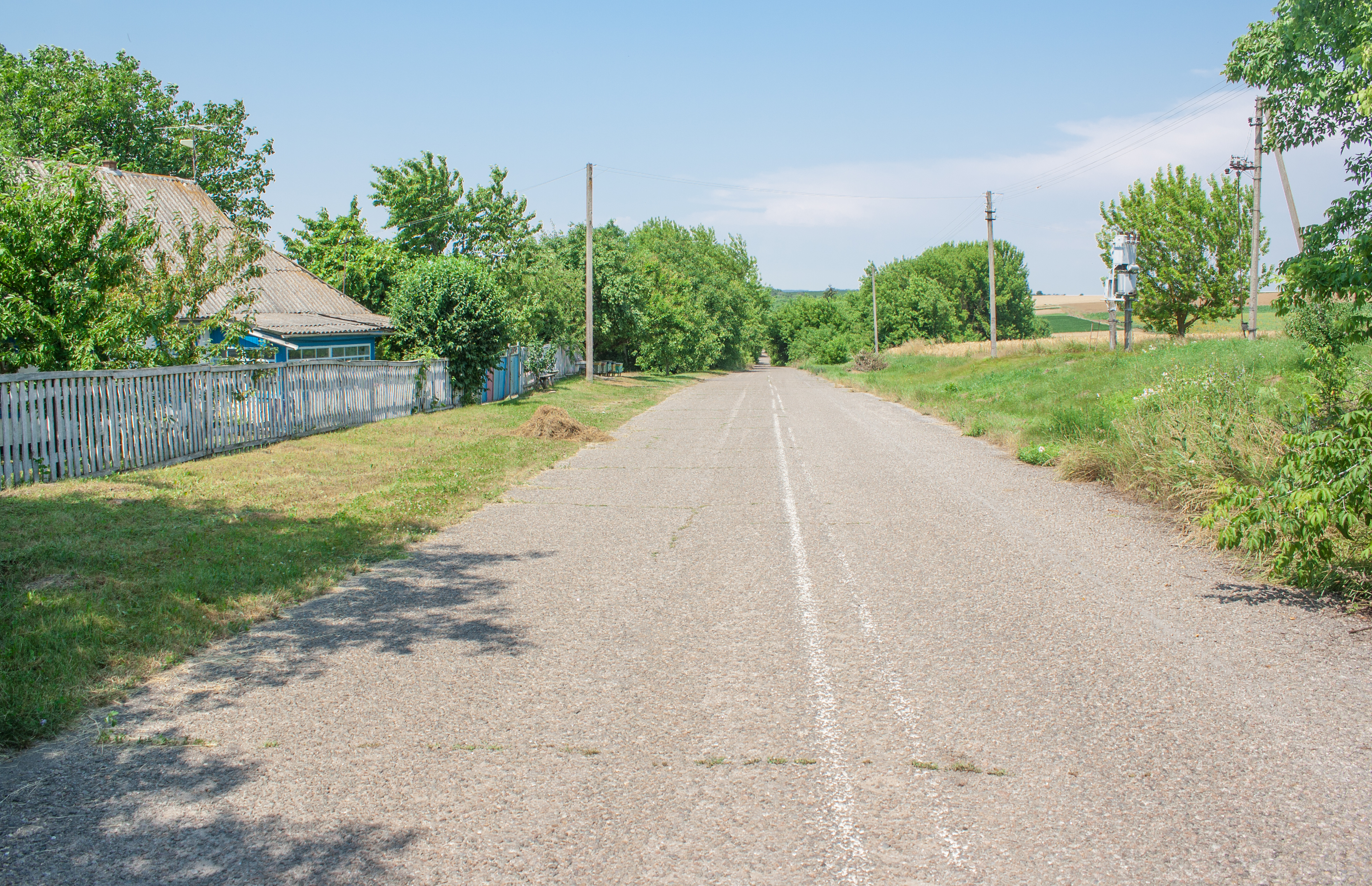
Головна вулиця